# Arturo Duperier Vallesa
Arturo Duperier Vallesa (Pedro Bernardo, Ávila 12 de noviembre de 1896 - Madrid, 10 de febrero de 1959) fue un físico español, destacado especialmente por su estudio de la radiación cósmica.

## Biografía
Se formó desde 1924 bajo la dirección de Blas Cabrera, de quien era el discípulo predilecto, primero en el Laboratorio de Investigaciones Físicas, fundado en 1910, y luego en el departamento de Electricidad y Magnetismo del Instituto Nacional de Física y Química, que aquel dirigió hasta su exilio; ambas instituciones bajo la égida de la Junta para Ampliación de Estudios e Investigaciones Científicas. Con Blas Cabrera formuló la luego conocida como «ley de Cabrera-Duperier». En 1929, Gracias a una pensión de la JAE pudo estudiar en Estrasburgo, trabajó con Pierre Weiss, y luego, en 1932, en París con Charles Maurin.
A finales de 1935, realizó en el Instituto Central Meteorológico las primeras investigaciones científicas de España sobre radiación cósmica.
En el año 1939, con el final de la guerra civil, se exilió a Inglaterra, ejerciendo como profesor de la Universidad de Birmingham y del Imperial College de Londres. Es en esta época, en la que se comenzó a considerar fundamental el conocer las variaciones de intensidad de los rayos cósmicos a nivel del mar en el transcurso del tiempo, fue requerida su participación en un proyecto desarrollado a tal fin, llevado a cabo por el Departamento de Física de la Universidad de Mánchester. El proyecto estaba dirigido por el que sería Premio Nobel de Física en 1948 P. M. S. Blackett. Duperier se consolidó, gracias al trabajo de esos años, como una autoridad mundial en materia de rayos cósmicos, la especialidad de la que ha derivado la moderna física de partículas.
Duperier había sido destituido de su cátedra universitaria, como parte del proceso radical de depuración al final de la guerra, a la vez que Blas Cabrera, Enrique Moles, Cándido Bolívar y otros catedráticos de ciencias. El principal cargo contra él ante el Tribunal de Responsabilidades Políticas n.º 9 de Madrid, fue no haber aprovechado para desertar de la República una estancia en París, en julio de 1937, donde representaba a España en la Conferencia Internacional de Cronometría y Metrología.
En 1953 vuelve definitivamente a España, y empieza a impartir en su Cátedra de la Universidad de Madrid la nueva disciplina de Radiación Cósmica, que alterna con importantes estudios que presenta en numerosos Congresos Internacionales donde es insistentemente solicitado. Duperier retornó a España aprovechando el impulso dado por Joaquín Ruiz-Giménez, a la sazón ministro de Educación Nacional, a la recuperación de cerebros exiliados, pero a su regreso, no le fue permitido introducir al país el laboratorio donado por los físicos británicos, lo que no consiguió tampoco durante el resto de su vida. Duperier que había destacado como experimentador, no pudo continuar su investigación empírica de los rayos cósmicos, quedando relegado a la impartición de cursos teóricos.
Electo miembro numerario de la Real Academia de Ciencias Exactas, Físicas y Naturales el 5 de febrero de 1958, fue nombrado para el mismo sillón que Miguel Catalán Sañudo pero, como él, falleció sin haber tomado posesión.
En 1959 le fue concedido, a título póstumo, el Premio de Ciencias Juan March.

## Publicaciones
Magnetismo de materiales
- "Estudio termomagnético del agua, algunas disoluciones de algunas sales sódicas paramagnéticas", tesis doctoral, Universidad de Madrid, (1924).
- "Variación de la constante diamagnética del agua con la temperatura" con B. Cabrera, Anales de la Sociedad Española de Física y Química (ASEFQ), 22, 160-167, (1924).
- "Estudio termomagnético de algunas disoluciones", ASEFQ, 22, 383-397, (1924).
- "La variation thermique du magnétisme de l'eau et de quelques solutions paramagnétiques" con B. Cabrera, Jour. Phys. et Radium, 6, 121-138, (1925).
- "Sur le paramagnétisme des familles du palladium et du platine" con B. Cabrera, Comptes Rendus, 185, 414-416, (1927).
- "Sur les propriétés paramagnétiques des terres rares" con B. Cabrera, Comptes 	Rendus, 188, 1640-1642, (1929).
- "Acerca de las propiedades magnéticas de las tierras raras" con B. Cabrera, ASEFQ, 27, 671-682, (1929).
- "Nuevo estudio térmico sobre las propiedades magnéticas de las tierras raras", ASEFQ, 28, 47-55, (1930).
- "Estudio termomagnético de algunos compuestos anhidros de Co y Ni" con B. Cabrera, ASEFQ, 29, 5-14, (1931).
- "Magnetismo de algunos cloruros de la familia del platino", Bol. Acad. Cien., 9, 1-9, (1936).
- "Further results on the magnetism of chlorides of the palladium and platinum triads of elements" con B. Cabrera, Proc. Phys. Soc.,51, 845-858, (1939).

Meteorología
- "Concepto de temperatura en la materia y en la radiación", An. Soc. Esp. Met., 1, 24-48, (1927).
- "Estudio termodinámico de la condensación por convección", An. Soc. Esp. Met., 1, 71-78 y 103-105, (1927). También publicado en ASEFQ, 26-2ª parte, 5-24, (1928).
- "Distribución vertical de la temperatura en la atmósfera del centro de España", ASEFQ, 30, 743-750, 1932. También publicado en Serv. Met. Esp., Serie A, 1, 10 pp., (1933).
- "Sobre las fluctuaciones del campo eléctrico terrestre", ASEFQ, 30, 751-758, 1932. También publicado en Serv. Met. Esp., Serie A, 2, 10 pp., (1933).
- "Les fluctuatuions du champ électrique terrestre" con G. Collado, Comptes Rendus, 197, 422-423, (1933).
- "Sobre la conductibilidad eléctrica del aire en Madrid" con J.M. Vidal, ASEFQ, 35, 5-20, (1937). También publicado en Serv. Met. Esp., 	Serie A, 6, 23 pp., (1937).
- "Las fluctuaciones simultáneas del potencial eléctrico, de la conductibilidad y de la carga espacial del aire" con J.M. Vidal y G. Collado, Serv. Met. Esp., Serie A, 8, 19 	pp., (1938).

Radiación Cósmica
- "La radiación cósmica en Madrid y en Valencia", ASEFQ, 35, 249-262, (1937). También publicado en Serv. Met. Esp., Serie A, 7, 18 pp., (1937)
- "The seasonal variations of cosmic-ray intensity and temperature of the atmosphere", Proc. Roy. Soc. A, 177, 204-216, (1941).
- "Cosmic rays and solar and geomagnetic activity", The Observatory, 64, 190, (1942).
- "Cosmic rays and magnetic storms", Nature, 149, 579-580, (1942).
- "An exceptional increase of cosmic rays", Nature, 151, 308, (1942).
- "A new cosmic-ray recorder and the air-absorption and decay of particles", Terrestrial magnetism and atmospheric electricity (Carnegie institution of Washington), 49, 1 (1944).
- "Absorption in the atmosphere and decay of cosmic rays", Nature, 153, 529-530, (1944).
- "The geophysical aspect of cosmic rays", Proc. Phys. Soc., 57, 464-477, (1945). También publicado en Nature, 783, (1945).
- "Cosmic rays and the freat sunspot group of January 29 - February 12, 1946" con M. McCaig, Nature, 157, 477, (1946).
- "A lunar effect on cosmic rays?", Nature, 157, 296, (1946).
- "Solar and sidereal diurnal variations of cosmic rays", Nature, 158, 196, (1946).
- "Solar and sidereal 6-hourly variations of cosmic rays", Nature, 158, 944-945, (1946).
- "Temperature effect of cosmic rays", Proc. Cosmic ray international conference at Cracow (Poland-oct.1947).
- "Further results on the cosmic ray lunar effect", Proc. cosmic ray international conference at Cracow (Poland-oct.1947).
- "The tempereature effect on cosmic-ray intensity and the height of meson formation", Proc. Phys. Soc., 61, 34-40, (1948).
- "Temperature at the height of 100mb and the intensity of mesons at sea level", suplemento especial sobre rayos cósmicos de Research, 73-75, (1949).
- "Latitude effect and pressure-level of meson formation", Nature, 163, 369-370, (1949).
- "The meson intensity at the surface of the earth and the temperature at the production	level", Proc. Phys. Soc., 62, 684-696, (1949).
- "Solar influences on cosmic rays", Council international des unions scientifiques. Sixieme rapport de la commission pour l'etude des relations entre les phenomenes solaires et terrestres, 193, (1949).
- "Amplitude of the diurnal variation of cosmic ray intensity and geomagnetic activity", cosmic ray international conference at Como, (1949).
- "Temperature of the upper atmosphere and meson production", Nature, 167, 312-313, (1951).
- "On the positive temperature effect of the upper atmosphere and the process of meson production", Journal of atmospheric and terrestrial physics, 1, 296, (1951).
- "The diurnal variation of cosmic rays and the m regions of the sun", Recueol des travaux du confres international sur le rayanement cosmique a Bagneres de Bigorre (Francia), 9,julio del 53.
- "On the positive effect", Communication to the cosmic ray international conference at Guanajuato (México), sept-1955.
- "The positive effect of cosmic rays at sea-level", Facultad de Ciencias de la Univ. de	Madrid, (1956).
- "Nuevo método para el cálculo de los fenómenos de interacción entre partículas datadas de altísimas energías y de sus trayectorias", Congreso de rayos cósmicos de Edimburgo, (1958).

Otras obras
- "Llamamiento a los intelectuales del mundo de los hombres de ciencia y artistas de la Casa de la Cultura de Valencia" con E. Moles, A. Machado y otros 20, Valencia, (1937).